# Enicospilus nigristigma
Enicospilus nigristigma là một loài tò vò trong họ Ichneumonidae.